# 나카타쿠역
나카타쿠역(일본어: 中多久駅 なかたくえき[*])은 일본 사가현 다쿠시에 위치한 규슈 여객철도 가라쓰 선의 철도역이다. 단선 승강장 1면 1선의 구조를 갖춘 지상역이다.

## 이용 현황
| 승차 인원 추이 | 승차 인원 추이 |
| 연도           | 1일 평균       |
| -------------- | -------------- |
| 2000           | 523            |
| 2001           | 571            |
| 2002           | 547            |
| 2003           | 512            |
| 2004           | 521            |
| 2005           | 518            |
| 2006           | 505            |
| 2007           | 467            |
| 2008           | 466            |
| 2009           | 476            |
| 2010           | 478            |
| 2011           | 493            |

## 역 주변
- 다쿠 시청
- 다쿠 시립 도서관
- 나카타쿠 병원

## 역사
- 1964년 4월 1일 : 일본국유철도의 역으로서 개업.
- 1987년 4월 1일 : 일본국유철도 분할 민영화에 의해, 규슈 여객철도가 승계.

## 인접 역
| 가라쓰 선              | 가라쓰 선   | 가라쓰 선            |
| ---------------------- | ----------- | -------------------- |
| 히가시타쿠 구보타 방면 | ■ 가라쓰 선 | 다쿠 니시카라쓰 방면 |